# Långträsk
Långträsk een dorp (småort) binnen de Zweedse gemeente Piteå. Het kreeg in 1893 een stationsgebouw, doch personenvervoer vindt er lange tijd niet meer plaats. Zoals het achtervoegsel –träsk al doet vermoeden wordt Långträsk omgeven door moerassen; träsk betekent moerasmeer. Het bedoelde meer Storlångträsk ligt ten westen van het dorp. Långträsk ligt in het stroomgebied van de Åbyrivier en ligt geografisch tussen deze rivier en haar zijrivier Klubbrivier.

## Verkeer en vervoer
Bij de plaats loopt de Länsväg 373.
De plaats heeft een station aan de spoorlijn Boden - Bräcke.
Bestuurscentrum: Piteå
Tätort: Bergsviken · Blåsmark · Böle · Hemmingsmark · Hortlax · Jävre · Lillpite · Norrfjärden · Roknäs · Rosvik · Sikfors · Sjulsmark · Svensbyn. 
Småort: Arnemark · Bertnäs · Bertnäs · Edet  · Grundvik · Holmträsk · Koler · Kopparnäs · Långträsk · Maran en Skatan · Näsudden en Berget · Nybyn · Ön · Pålberget · Pite havsbad · Storsund · Svedjan en Träsket · Liden · (Yttrefjärd östra strandbad)
Overig: Borgfors · Flötuträsk · Granträskmark · Gråträsk · Högsböle · Högsböleskiftet · (Infjärden) · Jävrebodarna · Klubbfors · Kvarnbäcken · Långnäs · Munksund · Pitsund · Sjulnäs